# Prisons et centres de détention en Syrie
En Syrie, le régime baasiste utilise de nombreuses prisons et lieux de détention pour réprimer la contestation politique, qui se multiplient davantage encore pendant la guerre civile syrienne. On estime à 128 000 le nombre de personnes disparues et détenues par le régime en 2020. Les conditions de détention très dures, privations de soin, de nourriture et d'hygiène, la torture, les violences, humiliations, viols, décès et exécutions extrajudiciaires y sont systématiques.

## Historique
Selon l'historien Uğur Ümit Üngör, la proximité nouée entre la Syrie d'Hafez el-Assad et l'Union soviétique lui a permis de s'inspirer des systèmes de Goulag pour construire son système pénitentiaire baasiste. Dans le cadre des la coopération syro-soviétique, de agences du renseignement syrien, les mukhabarats, ont été soutenues et entraînées par le KGB. En outre, le criminel de guerre nazis Alois Brunner devenu conseiller d'Hafez el-Assad après sa prise de pouvoir en 1970, aide à former les services de renseignement, à organiser la répression et la torture dans les prisons du régime. Mais l'ampleur de son rôle est controversée : certains historiens disent qu'il a été très important dans la construction de ce système carcéral, tandis que d'autres considèrent que c'est exagéré et que le régime Assad et ses soutiens syriens étaient parfaitement capables de le construire par eux-mêmes. 
Ce régime a étendu un système pénitentiaire qui existait au préalable, et en a accru la cruauté notamment en raison de la nature minoritaire du régime, basé sur une alliance avec les minorités confessionnelles et la bourgeoisie arabe sunnite des villes. Cette coalition minoritaire gouvernait des millions de personnes qui les considéraient comme illégitimes et aspiraient au partage du pouvoir politique. Ainsi, des niveaux de violence de répression du régime, notamment dans ses prisons, variait selon son sentiment de menace et d'insécurité de son pouvoir. Après le massacre de la prison de Palmyre en 1980, puis le massacre de Hama en 1982, le régime se sentant victorieux a diminué la violence de sa répression. Mais celle-ci a de nouveau augmenté dans les années 1990, puis à la suite de la révolution syrienne de 2011 et pendant la guerre civile qui a suivi.

## Lieux de détention en Syrie
La Syrie est connue pour l'omniprésence de services de renseignement (ou services de sécurité) nommés les mukhabarats, le nombre important de disparitions forcées et arrestations arbitraires, notamment de dissidents politiques ou personnes soupçonnées de l'être. Son système pénitentiaire reposait de surcroît sur quatre dimensions : les prisons du renseignement, les prisons centrales, les prisons secrètes et les prisons civiles, formant une machine qui produit de la terreur au sein de la société syrienne. Avant la révolution syrienne, environ 90 000 personnes étaient employés dans les services de renseignements : chaque quartier comptait au moins un espion qui travaillait pour ces services.
Le nombre de personnes emprisonnées et portées disparues en Syrie est particulièrement élevé, notamment de détenus d'opinion, et est inconnu. Mais la part de la population syrienne concernée est significative : « tout le monde connait quelqu’un qui est allé en prison » (selon l'historien Uğur Ümit Üngör), et a pu être confronté à des cas de torture, d’incertitude et le manque d’information au sujet des prisonniers, parfois obligé de payer des sommes importantes pour obtenir des nouvelles. Ces situations créent des traumatismes dans des familles entières, des cercle d'amis et de voisinage.
Il existe, dans les différents gouvernorats du pays, des lieux de détentions dirigés par différents services, et dans lesquels transitent les détenus. Une partie de ce réseau, publié en juillet 2012 par Human Rights Watch, avec une carte des prisons et noms des dirigeants, est surnommé par l'ONG « archipel de la torture »,. Certains de ces lieux de détention sont tristement célèbres, en particulier la prison de Saidnaya, décrite comme un abattoir humain par Amnesty international. Parmi les détenus, les soukhra sont des travailleurs forcés, chargés de nettoyer les prisons, distribuer la nourriture et transporter les cadavres des détenus décédés,,,,,,,,,,,,.

### Conditions de détention
Les conditions de détention, décrites comme particulièrement inhumaines et dégradantes, avec une surpopulation aiguë, les privations de nourriture, expositions aux températures extrêmes, d'accès aux soins et à l'hygiène, la pratique systématique de la torture, la violence sexuelle et les viols de masse. 
Les techniques de torture dans les prisons syriennes s'inspirent à la fois des méthodes moyen-orientales anciennes et de méthodes européennes modernes. Par exemple la falaka, qui est une ancienne torture ottomane dans laquelle les bourreaux allongent le prisonnier sur le dos et frappent la plante de ses pieds avec un bâton jusqu'à ce qu'il ne puisse plus marcher. Dans un autre registre, torturer les victimes à l’électricité est une méthode héritée du colonialisme français, très utilisée pendant la guerre d'Algérie. Les gardiens des prisons syriennes bénéficiaient parfois d'une totale liberté dans les châtiments infligés, et de laisser libre cours à leur cruauté.
Ces mauvais traitements engendrent un nombre de décès important, ajoutés aux exécutions extra-judiciaires, ont fait l'objet de nombreux rapports et condamnations internationales. L'accès à un procès équitable et à une défense sont à peu près inexistants, les « confessions forcées » sous la menace et la torture (y compris faire signer une feuille blanche remplie par la suite, ou « témoigner et se repentir » devant une caméra), sont la règle. Le régime est accusé d'y mener une politique d'extermination constituant un crime contre l'humanité par l'ONU, qui déclare « les hommes, les femmes et les enfants détenus en Syrie par les divers protagonistes du conflit sont arbitrairement tués, gravement torturés et maltraités. Nulle part ailleurs ces violations ne sont plus répandues et systématiques que dans les centres de détention du Gouvernement syrien ».

### Justice internationale
Plusieurs dirigeants de branches de sécurité et directeurs de centre de détention font l'objet de sanctions internationales, certains sont sous mandat d'arrêt à l'étranger ou recherchés, comme Khaled al-Halabi ; un ancien colonel, Anwar Raslan, a été arrêté en Allemagne en 2019,,,,,,,,,,,,,,,,,,.
De 2020 à 2021 se tient le procès de Coblence en Allemagne. C'est le premier procès au monde pour des exactions commises dans des prisons syriennes : deux anciens agents des services de renseignements, Eyad el-Gharib et Anwar Raslan, sont reconnus coupables respectivement de complicité de crime contre l'humanité, et de crimes contre l'humanité, torture, viol et le meurtre de 27 détenus. Sous la direction de Raslan, au sein de la branche d'interrogatoire al-Khatib, plus de 4 000 détenus ont été torturés, 58 sont morts sous la torture, viols et sévices sexuels sont également survenus sous sa supervision. Pendant le procès, des témoignages d'anciens détenus et anciens employés, ainsi que des documents officiels exfiltrés de Syrie font état de l'existence de fosses communes où seraient enterrés des milliers de détenus morts dans les prisons et hôpitaux militaires du régime de la région de Damas, de l'emploi systématique de la torture et de violences sexuelles, qui constituent des crimes contre l'humanité.
En 2020, un ancien médecin et tortionnaire, Alaa Mousa, est également arrêté en Allemagne et mis en examen pour torture et crime contre l'humanité,,,,,,.
Des procédures judiciaires sont également en cours en France, en Autriche, aux Pays-Bas, en Suède et en Norvège.[réf. souhaitée]

### Données: décomptes et estimations chiffrées
Sous Hafez el-Assad, il y a environ 17 000 prisonniers politiques. Entre 2011 et 2016, entre 150 000 et 200 000 personnes auraient disparu dans les geôles du régime syrien. Début 2018, le Réseau syrien des droits de l'homme (SNHR) a recensé le nom de 104 029 personnes disparues ou toujours détenues dans les prisons officielles et les centres de détention informels du régime syrien. Début 2020, il estime qu'au moins 215 000 personnes ont été détenues en Syrie depuis le début du conflit, dont près de 90 % par le régime. Le rapporteur des États-Unis auprès de l'ONU estime, en août 2019 que près de 128 000 personnes sont détenues par le régime syrien, « dont des médecins, des travailleurs humanitaires, des défenseurs des droits de l'homme, des journalistes et d'autres, dont des femmes et des enfants ». Le SNHR estime également à 128 000 le nombre de personnes toujours détenues ou qui ont disparu dans les prisons du régime après une disparition forcée.
Entre mars 2011 et mars 2018, on a pu établir l'identité de 14 751 civils morts dans les prisons du régime,,,,. L'ONG Groupe d'action pour la Palestine décompte, en 2019, qu'au moins 548 Palestiniens de Syrie ont été tués sous la torture et que 1 748 d'entre eux sont détenus. Uniquement dans les prisons des moukhabarat, près 14 300 hommes, femmes et enfants sont morts sous la torture entre mars 2011 et septembre 2020, selon le SNHR. En décembre 2018, l'observatoire syrien des droits de l'homme compte 104 000 civils y ayant trouvé la mort depuis le début de la révolution. Les condamnations à mort et exécutions sont fréquentes, le nombre est cependant impossible à établir, les condamnations à la prison ou aux travaux forcés à perpétuité, y compris pour les mineurs, sont également fréquentes.
Selon l'historien Uğur Ümit Üngör, au moins 95 % des prisonniers dans toute l’histoire du régime Assad étaient des détenus politiques, n'ayant commis aucun crime ni délit. Le système pénitentiaire du régime syrien ne remplissait donc aucun objectif sécuritaire, mais visait essentiellement à démobiliser la société politique syrienne. En outre, Hafez el-Assad a mis en place plusieurs branches de renseignements pour protéger son régime de toute tentative de coup d’État : si une agence de renseignements se retourne contre lui, il pouvait utiliser l’autre pour l’abattre.
Les libérations et amnisties de prisonniers sont instrumentalisées par le régime. Celui-ci peut, notamment, libérer des détenus de droits communs, criminels ou djihadistes condamnés, mais garder emprisonnés des opposants et militants sans acte d'accusation ni procès, ou emprisonner des civils destinés à servir de monnaie d'échange ou à l'enrichir. Le régime est également accusé de libérer, au compte-goutte, des rescapés de la torture, souvent contre de fortes sommes d'argent, afin de maintenir la terreur (les détenus libérés pouvant témoigner des sévices observés et subis),,,.

## Liste des principaux lieux de détention par gouvernorat
Les lieux de détentions sont essentiellement dirigés par les différentes branches des services de renseignement syriens, notamment, la « sécurité d'État » (Amn al-Dawla), la « sécurité politique » (Amn al-Siyasi), la « sécurité militaire » (Amn al-Askari) et les renseignements de l'armée de l'air.
Outre les lieux connus de détention, durant le soulèvement révolutionnaire de 2011 puis la guerre civile syrienne, des hôpitaux, des hangars et des écoles sont transformés « en camps de concentration où règnent la torture et la famine organisée »,.
| Gouvernorat | Ville                        | Ministère                | Service                                       | Lieu de détention                                                                        |
| ----------- | ---------------------------- | ------------------------ | --------------------------------------------- | ---------------------------------------------------------------------------------------- |
| Alep        | Alep                         | Ministère de l'intérieur | Direction générale de la sécurité             | Sécurité générale, branche d'Alep,                                                       |
| Alep        | Alep                         | Ministère de l'intérieur | Direction de la sécurité politique            | Sécurité politique, branche d'Alep                                                       |
| Alep        | Alep                         | Ministère de l'intérieur | Division des prisons                          | Prison centrale d'Alep                                                                   |
| Alep        | Alep                         | Ministère de la défense  | Direction de la sécurité militaire            | Sécurité militaire, branche 235                                                          |
| Alep        | Alep                         | Ministère de la défense  | Direction de la sécurité militaire            | Sécurité militaire, branche d'Alep                                                       |
| Damas       | Damas                        | Ministère de la défense  | Services de renseignement de l'armée de l'air | Renseignements de l'armée de l'air, branche de Damas, Bab Touma,                         |
| Damas       | Damas                        | Ministère de la défense  | Direction de la sécurité militaire            | Sécurité militaire, branche 235, dite branche Palestine,                                 |
| Damas       | Damas                        | Ministère de la défense  | Direction de la sécurité militaire            | Sécurité militaire, branche 215,                                                         |
| Damas       | Damas                        | Ministère de la défense  | Direction de la sécurité militaire            | Quartier général de la sécurité militaire, branche 291,                                  |
| Damas       | Damas                        | Ministère de la défense  | Direction de la sécurité militaire            | Sécurité militaire, branche 227 (al-mantaqa),                                            |
| Damas       | Damas                        | Ministère de la défense  | Direction de la sécurité militaire            | Branche 293, direction de la sécurité des officiers ou de l'interrogatoire des officiers |
| Damas       | Damas                        | Ministère de la défense  | Direction de la sécurité militaire            | Branche 294                                                                              |
| Damas       | Damas                        | Ministère de la défense  | Direction de la sécurité militaire            | Sécurité militaire, branche de Damas, Al Fehar                                           |
| Damas       | Damas                        | Ministère de la défense  | Direction de la sécurité militaire            | Sécurité militaire, branche d'investigation 248,                                         |
| Damas       | Damas                        | Ministère de l'intérieur | Direction générale de la sécurité             | Sécurité d’État, branche d'investigation 285,                                            |
| Damas       | Damas                        | Ministère de l'intérieur | Direction générale de la sécurité             | Sécurité d’État, branche 279,                                                            |
| Damas       | Damas                        | Ministère de l'intérieur | Direction générale de la sécurité             | Sécurité d’État, branche 251 ou branche al-Khatib),                                      |
| Damas       | Damas                        | Ministère de l'intérieur | Police syrienne                               | Division criminelle, branche de Damas                                                    |
| Damas       | Damas                        | Ministère de l'intérieur | Direction de la sécurité politique            | Sécurité politique, branche de Damas                                                     |
| Damas       | Qaboun                       | Ministère de la défense  | Armée syrienne                                | Quartier général de la police militaire                                                  |
| Damas       | Seidnaya                     | Ministère de la défense  | Armée syrienne                                | Prison militaire de Saidnaya,                                                            |
| Damas       | Mezzeh                       | Ministère de la défense  | Services de renseignement de l'armée de l'air | Centre d'investigation du renseignement de l'armée de l'air de l'aéroport de Mezzeh,     |
| Damas       | Mezzeh                       | Ministère de la défense  | Armée syrienne                                | Quartier général des gardes républicains                                                 |
| Damas       | Mezzeh                       | Ministère de la défense  | Armée syrienne                                | Hôpital militaire 601,                                                                   |
| Damas       | Mezzeh                       | Ministère de la défense  | Armée syrienne                                | Prison militaire de Mezzeh                                                               |
| Damas       | Mezzeh                       | Ministère de l'intérieur | Direction de la sécurité politique            | Sécurité politique, branche de Mezzeh,                                                   |
| Damas       | Barzeh                       | Ministère de la défense  | Armée syrienne                                | Hôpital militaire de Tichrine, 607,                                                      |
| Damas       | Kafr Sousa (ou Kafar Sousse) | Ministère de la défense  | Direction de la sécurité militaire            | Sécurité militaire, branche 227,                                                         |
| Damas       | Kafr Sousa (ou Kafar Sousse) | Ministère de la défense  | Direction de la sécurité militaire            | Branche 215,                                                                             |
| Damas       | Kafr Sousa (ou Kafar Sousse) | Ministère de l'intérieur | Direction générale de la sécurité             | Sécurité d’État, branche 285 ou branche de Kafr Sousa,                                   |
| Rif Dimachq | Adra                         | Ministère de l'intérieur | Division des prisons                          | Prison centrale d'Adra,                                                                  |
| Rif Dimachq | Douma                        | Ministère de l'intérieur | Direction générale de la sécurité             | Sécurité d’État, branche de Douma                                                        |
| Rif Dimachq | Harasta                      | Ministère de la défense  | Services de renseignement de l'armée de l'air | Renseignements de l'armée de l'air, branche de Harasta,                                  |
| Rif Dimachq | Harasta                      | Ministère de la défense  | Armée syrienne                                | Hôpital militaire,                                                                       |
| Rif Dimachq | Harasta                      | Ministère de l'intérieur | Division des prisons                          | Prison centrale d'Harasta                                                                |
| Rif Dimachq | Moadamiyeh                   |                          |                                               | Quatrième division d'élite,                                                              |
| Rif Dimachq | Sasa                         | Ministère de la défense  | Direction de la sécurité militaire            | Sécurité militaire, branche 220                                                          |
| Deraa       | Deraa                        | Ministère de la défense  | Direction de la sécurité militaire            | Sécurité militaire, branche de Deraa, 245,                                               |
| Deraa       | Deraa                        | Ministère de la défense  | Direction de la sécurité militaire            | Sécurité militaire, branche de Deraa, 265                                                |
| Deraa       | Deraa                        | Ministère de la défense  | Services de renseignement de l'armée de l'air | Renseignements de l'armée de l'air, branche de Deraa,                                    |
| Deraa       | Deraa                        | Ministère de l'intérieur | Direction de la sécurité politique            | Sécurité politique, branche de Deraa,                                                    |
| Deraa       | Deraa                        | Ministère de l'intérieur | Direction générale de la sécurité             | Sécurité d’État, branche de Deraa                                                        |
| Deraa       | Deraa                        | Ministère de l'intérieur | Police syrienne                               | Division criminelle, branche de Deraa                                                    |
| Deraa       | Izra                         | Ministère de la défense  | Direction de la sécurité militaire            | Sécurité militaire, branche d'Izra                                                       |
| Deraa       | Izra                         | Ministère de la défense  | Armée syrienne                                | 38ème brigade                                                                            |
| Deraa       | Gharaz                       | Ministère de l'intérieur | Division des prisons                          | Prison centrale de Gharaz                                                                |
| Hama        | Hama                         | Ministère de l'intérieur | Direction générale de la sécurité             | Sécurité d’État, branche de Hama                                                         |
| Hama        | Hama                         | Ministère de l'intérieur | Division des prisons                          | Prison centrale de Hama,                                                                 |
| Hama        | Hama                         | Ministère de la défense  | Services de renseignement de l'armée de l'air | Renseignements de l'armée de l'air, branche de Hama                                      |
| Hama        | Hama                         | Ministère de la défense  | Services de renseignement de l'armée de l'air | Aéroport militaire de Hama,                                                              |
| Hama        | Hama                         | Ministère de la défense  | Direction de la sécurité militaire            | Branche 219                                                                              |
| Hassaké     | Qamichli                     | Ministère de l'intérieur | Direction générale de la sécurité             | Sécurité d’État, branche de Hassaké                                                      |
| Hassaké     | Qamichli                     | Ministère de la défense  | Services de renseignement de l'armée de l'air | Renseignements de l'armée de l'air, branche de Qamichli                                  |
| Homs        | Homs                         | Ministère de l'intérieur | Division des prisons                          | Prison centrale de Homs                                                                  |
| Homs        | Homs                         | Ministère de l'intérieur | Direction générale de la sécurité             | Branche 318,                                                                             |
| Homs        | Homs                         | Ministère de l'intérieur | Direction de la sécurité politique            | Sécurité politique, branche de Homs,                                                     |
| Homs        | Homs                         | Ministère de la défense  | Services de renseignement de l'armée de l'air | Renseignements de l'armée de l'air, branche de Homs, Bab Tuma,                           |
| Homs        | Homs                         | Ministère de la défense  | Direction de la sécurité militaire            | Sécurité militaire, branche 261 de Homs,                                                 |
| Homs        | Homs                         | Ministère de la défense  | Direction de la sécurité militaire            | Sécurité militaire, branche 235                                                          |
| Homs        | Homs                         | Ministère de la défense  | Armée syrienne                                | Prison militaire de Homs                                                                 |
| Homs        | Tadmor                       | Ministère de la défense  | Direction de la sécurité militaire            | Prison militaire de Palmyre,                                                             |
| Idleb       | Idleb                        | Ministère de la défense  | Direction de la sécurité militaire            | Sécurité militaire, branche 271,                                                         |
| Idleb       | Idleb                        | Ministère de l'intérieur | Division des prisons                          | Prison centrale d'Idleb,                                                                 |
| Idleb       | Idleb                        | Ministère de l'intérieur | Direction de la sécurité politique            | Sécurité politique, branche d'Idleb,                                                     |
| Idleb       | Idleb                        | Ministère de l'intérieur | Direction générale de la sécurité             | Sécurité générale, branche d'Idleb,                                                      |
| Idleb       | Jisr al-Choghour             | Ministère de l'intérieur | Direction de la sécurité politique            | Sécurité politique, branche de Jisr al-Chogour                                           |
| Idleb       | Jisr al-Choghour             | Ministère de la défense  | Direction de la sécurité militaire            | Sécurité militaire, branche de Jisr al-Chogour                                           |
| Lattaquié   | Lattaquié                    | Ministère de la défense  | Direction de la sécurité militaire            | Sécurité militaire, branche de Lattaquié,                                                |
| Lattaquié   | Lattaquié                    | Ministère de la défense  | Services de renseignement de l'armée de l'air | Renseignements de l'armée de l'air, branche de Lattaquié,                                |
| Lattaquié   | Lattaquié                    | Ministère de l'intérieur | Direction de la sécurité politique            | Sécurité politique, branche de Lattaquié,                                                |
| Lattaquié   | Lattaquié                    | Ministère de l'intérieur | Direction générale de la sécurité             | Sécurité d’État,                                                                         |
| Qouneitra   | Qouneitra                    |                          | Services de renseignement                     | Siège de la Sécurité de Qouneitra                                                        |
| Raqqa       | Raqqa                        | Ministère de l'intérieur | Direction générale de la sécurité             | Sécurité d'État, branche 335,                                                            |
| Tartous     | Banias                       | Ministère de la défense  | Direction de la sécurité militaire            | Sécurité militaire, branche de Banias                                                    |
| Tartous     | Banias                       | Ministère de l'intérieur | Direction de la sécurité politique            | Sécurité politique, branche de Banias                                                    |
| Tartous     | Tartous                      | Ministère de la défense  | Direction de la sécurité militaire            | Sécurité militaire, branche de Tartous                                                   |
| Tartous     | Tartous                      | Ministère de la défense  | Services de renseignement de l'armée de l'air | Renseignements aériens                                                                   |
| Tartous     | Tartous                      | Ministère de l'intérieur | Direction de la sécurité politique            | Sécurité politique, branche de Tartous                                                   |
| Tartous     | Tartous                      | Ministère de l'intérieur | Direction générale de la sécurité             | Sécurité d’État, branche de Tartous                                                      |

## Offensive de 2024
Lors de l'offensive de l'opposition menées par Hayat Tahrir al-Cham, fin  2024, ouvrir les prisons et libérer les détenus, emprisonnés arbitrairement, et considérés, dans leur ensemble, comme des détenus politiques. Les prisons d'Alep, Hama, Soueïda, et de nombreuses branches de renseignement militaires sont prises par les rebelles et des centaines de détenus sont libérés,.

### Prisons syriennes notables
- Prison de Saidnaya
- Prison d'Adra
- Prison de Palmyre
- Prison de Mezzeh
- Prison centrale de Hassaké
- Aéroport militaire de Mezzeh
- Branche 235, dite branche Palestine
- Branche 215
- Branche 251, dite branche al-Khatib

### Services de renseignement syriens
Les services de renseignement syriens sont divisés en 4 branches :
- Direction générale de la Sécurité
- Direction de la sécurité politique
- Direction de l'Intelligence militaire
- Service de renseignement de l'armée de l'air

### Témoignages d'anciens détenus
- Lucile Wassermann, « À Saydnaya, les gardiens torturent pour le plaisir, sans but, juste pour se distraire », OLJ, 29 mai 2017.
- Louise Audibert, J'ai survécu à Saidnaya, la pire prison de Syrie, VICE, 28 novembre 2018.
- Omar Alshogre, How one man survived Syria's Gulag, the Nation, 30 mai 2019.
- Mansour al-Omari, On Cloth Scraps, Syrian Names Are Immortalized in Rust and Blood
- Manon Loizeau, Syrie, le cri étouffé, recueil de témoignages de femmes violées en détention, 2017.
- Mohammed Berro, Syrie : le « piano » de la mort de la prison de Palmyre, par Jean-Pierre Perrin
- Ahmed Al-Riz, “Sejien”, le rap d’un ex-détenu sur le calvaire des prisonniers en Syrie, Enab Baladi
- Palmyre, film documentaire de 2016 réalisé par Lokman Slim et Monika Borgmann, recueil le témoignage d'une vingtaine d'anciens détenus
- Najah Albukai et Samar Yazbek, Najah Albukai, les prisons syriennes noir sur blanc, 2021, En sol majeur, par Yasmine Chouaki.

### Filmographie
- Palmyre (film), film documentaire consacré aux détenus libanais dans une prison syrienne, réalisé par Lokman Slim et Monika Borgmann, 2016.
- Syria's Disappeared, the Case against Assad (Les disparus de Syrie, le dossier contre Assad), réalisé par Sara Afshar, 2016.
- Syrie, le cri étouffé, réalisé par Manon Loizeau, 2017.
- Bringing Assad to Justice, réalisé par  Anne Daly et Ronan Tynan, 2021.
- Les Âmes perdues, réalisé par Stéphane Malterre et Garance Le Caisne, 2023.